# دوين براي
دوين براي هو لاعب هوكي الجليد كندي، ولد في 24 سبتمبر 1954 في فلين فلون في كندا.

## وصلات خارجية
- دوين براي على موقع EliteProspects.com (الإنجليزية)
- دوين براي على موقع HockeyDB.com (الإنجليزية)
- دوين براي على موقع Hockey-Reference.com (الإنجليزية)